# لو بيترسن
لو بيترسن (بالإنجليزية: Lou Petersen)‏ هو لاعب دوري الرغبي نيوزيلندي، ولد في 19 أبريل 1897 في Akaroa ‏ في نيوزيلندا، وتوفي في 25 يونيو 1961 في كرايستشرش في نيوزيلندا.